# Christian Abt

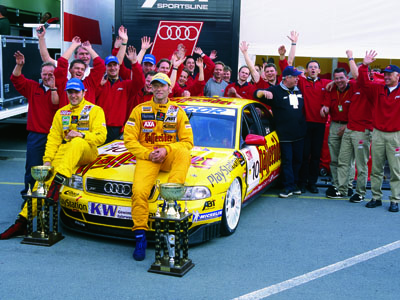
Equipo Abt Sportsline de STW en 1999.

Christian Abt (Kempten, Baviera, 8 de mayo de 1967) es un expiloto de automovilismo y empresario alemán. Destacó en campeonatos nacionales de turismos como el Deutsche Tourenwagen Masters. Ganó el Super Tourenwagen Cup en 1999.
Es copropietario de Abt Sportsline, empresa de tuneo y equipo de carreras.

## Carrera deportiva
Christian Abt se inició en el deporte de motor en motocross. De 1983 a 1990, ganó varios títulos nacionales. En 1990, Abt pasó a las cuatro ruedas y al año siguiente ganó el título de Fórmula BMW Júnior.
Un año más tarde, Abt ganó la clase B del Campeonato Alemán de Fórmula 3. Permaneció en las carreras de fórmula hasta 1995. Al año siguiente se pasó a los turismos y terminó cuarto en la Super Tourenwagen Cup (STW) en el equipo de la familia, conduciendo un Audi A4 Quattro.
En 1999, Abt se convirtió en el último campeón de la STW en una final controvertida: antes de la carrera en Nürburgring, Abt y Uwe Alzen (de Opel) eran los rivales para quedarse con el título. Al final de la última vuelta, el orden en pista era el siguiente: Kris Nissen (Audi), Uwe Alzen, Christian Abt y detrás de ellos Roland Asch (Opel), pero Nissen tenía vueltas menos y Asch había sido descalificado vueltas antes por un incidente pasado, aunque permanecía en pista. Alzen y Abt ocupaban la segunda y tercera posición detrás de Tom Kristensen (Honda). Con este orden, Abt era campeón con una ventaja de ocho puntos. En la chicane NGK, Nissen y Alzen chocaron después de que este último perdiera su punto de frenada. Segundos después, en la última curva, Asch chocó por detrás a Abt y lo sacó de carrera. Alzen, que pudo continuar con una suspensión de rueda rota, habría sido campeón. Sin embargo, el tribunal deportivo del Deutscher Motor Sport Bund decidió 24 días después no contar la última vuelta de la carrera, lo que significa que el campeonato fue para Abt.
En 2000, Abt Sportsline ingresó al DTM, inicialmente sin apoyo oficial. Sin embargo, las prestaciones del Audi TT-R estaban claramente en desventaja en comparación con el AMG-Mercedes CLK-DTM y el Opel Astra V8 Coupé diseñados de fábrica. Ese mismo año, Christian finalizó tercero en las 24 Horas de Le Mans con el Team Joest. En 2001 obtuvo su única victoria en el campeonato, en el Circuito de Zandvoort. Su mejor resultado general en el DTM fue séptimo en el campeonato 2002. En 2005, Abt se marchó al equipo Joest de DTM, para competir, sin resultados destacados, sus últimas tres temporadas en la serie.
En 2009, Abt ganó el ADAC GT Masters  y terminó segundo en la general en las 24 Horas de Nürburgring. Poco después dejó de competir a tiempo completo y se convirtió en el director de equipo Prosperia C. Abt Racing, que ha logrado títulos en ADAC GT Masters.

## Abt Sportsline
Abt Sportline fue fundada por su padre Johann Abt. En 2003, Christian y su hermano Hans-Jürgen se hicieron cargo de la compañía tras la muerte de Johann. Abt Sportline es un importante equipo de competición y empresa de tuneo son sede en Kempten.

## Vida personal
De 2003 a 2005, Abt tuvo una relación con la piloto de carreras Christina Surer. Christian Abt está casado desde 2008 y tienen una hija juntos. Tiene otro hijo de un matrimonio anterior. En junio de 2017, después de tres años, Abt puso fin a su trabajo como concejal de Votantes Libres en Kempten.
Christian Abt no es el único piloto de carreras de su familia. Su padre, Johann Abt, empezó a competir con una motocicleta DKW ya en 1952. Su hermano Hans-Jürgen Abt compitió en la Copa Mixta Ford Fiesta y en la Copa ADAC GT. Su esposa Margit Abt participó activamente en la Copa Mixta Ford Fiesta y en la Supercopa SEAT León. Su hijo Daniel Abt corrió en la Fórmula E de 2014 a 2020.

## Resultados

### 24 Horas de Le Mans
| Año     | Equipo                | Copilotos                         | Automóvil | Clase  | Vueltas | Pos. | Pos. Clase |
| ------- | --------------------- | --------------------------------- | --------- | ------ | ------- | ---- | ---------- |
| 1999    | Audi Sport UK Ltd.    | Stefan Johansson Stéphane Ortelli | Audi R8C  | LMGTP  | 55      | DNF  | DNF        |
| 2000    | Audi Sport Team Joest | Michele Alboreto Rinaldo Capello  | Audi R8   | LMP900 | 365     | 3.º  | 3.º        |
| Fuente: |                       |                                   |           |        |         |      |            |